# 34527 Fransanmartins
34527 Fransanmartins è un asteroide della fascia principale. Scoperto nel 2000, presenta un'orbita caratterizzata da un semiasse maggiore pari a 2,3909080 au e da un'eccentricità di 0,1279106, inclinata di 1,92847° rispetto all'eclittica.